# Salmo 109

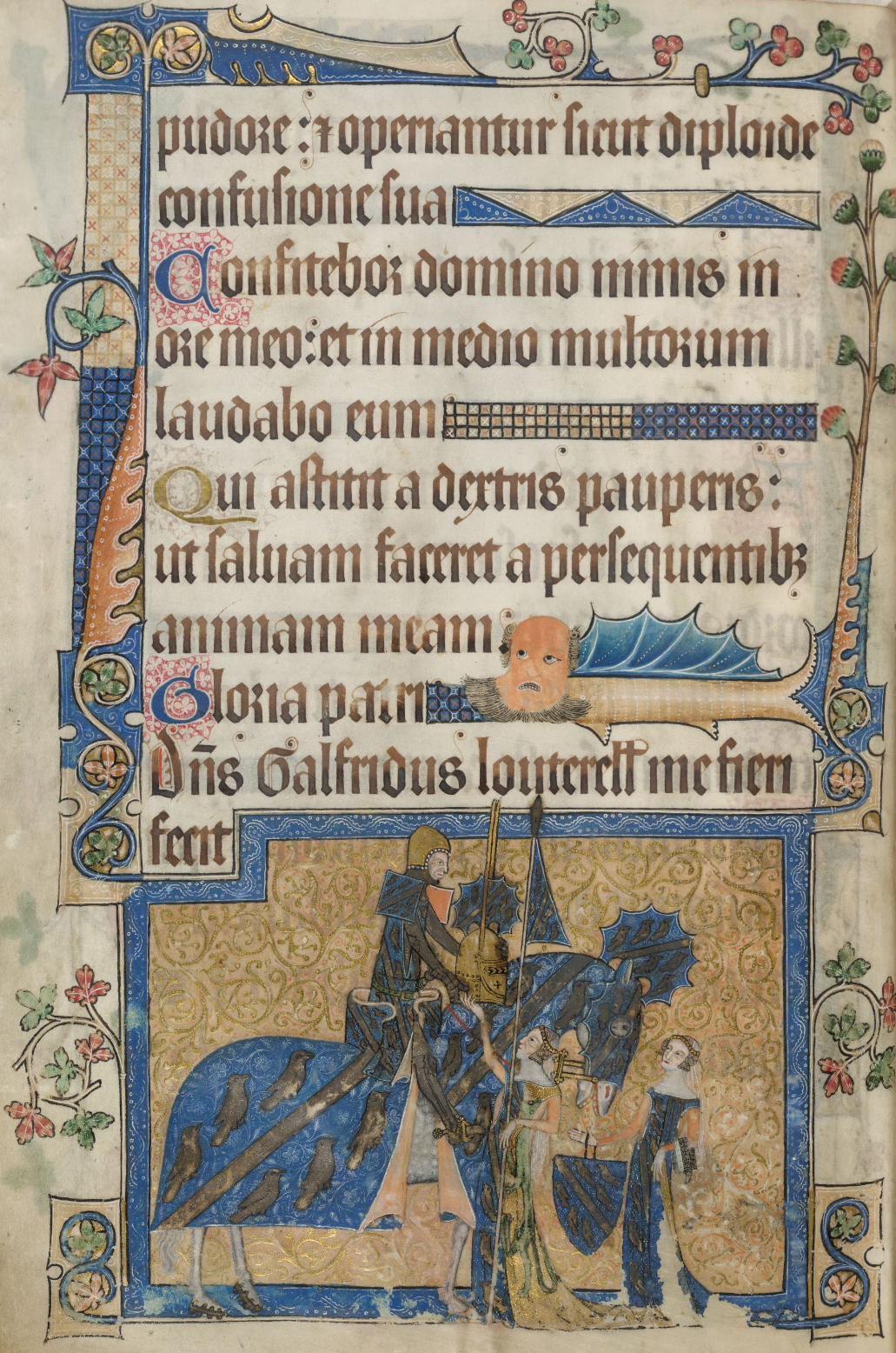
Salterio Luttrell (1320-1340) que muestra el «Psaume» (Salmo) 109

El Salmo 109 es un salmo del Libro de los Salmos, que comienza en inglés en la versión King James: «No calles, oh Dios de mi alabanza». En el sistema de numeración ligeramente diferente utilizado en la versión griega Septuaginta de la Biblia y en la latina Vulgata, este salmo es el Salmo 108. En latín, se conoce como «“Deus, laudem”». Se atribuye al Rey David y se destaca por contener algunas de las más severas maldiciones de la Biblia, como versículos 12 y 13. Tradicionalmente se le ha llamado el «Salmo de Judas» o «Salmo de Iscariote» por una interpretación que relaciona el versículo 8 con el castigo de Judas Iscariote o «Salmo de Iscariote» para una interpretación relacionada con el versículo 8 del castigo de Judas Iscariote como se señala en el Nuevo Testamento.
El salmo forma parte habitual de las liturgias judía, luterana, anglicana y otras liturgias protestantes. Se ha puesto música.

## Texto
La siguiente tabla muestra el texto en hebreo del Salmo con vocales, junto con el texto en griego koiné de la Septuaginta y la traducción al español de la Biblia del Rey Jacobo. Tenga en cuenta que el significado puede diferir ligeramente entre estas versiones, ya que la Septuaginta y el texto masorético provienen de tradiciones textuales diferentes. En la Septuaginta, este salmo está numerado como Salmo 108.
| #  | Hebreo                                                          | Español | Griego |
| -- | --------------------------------------------------------------- | --- | --- |
| 1  | לַ֭מְנַצֵּחַ לְדָוִ֣ד מִזְמ֑וֹר אֱלֹהֵ֥י תְ֝הִלָּתִ֗י אַֽל־תֶּחֱרַֽש׃                            | No calles, oh Dios de mi alabanza;                                                                                              | Εἰς τὸ τέλος· ψαλμὸς τῷ Δαυΐδ. - Ο Θεός, τὴν αἴνεσίν μου μὴ παρασιωπήσῃς,                                               |
| 2  | כִּ֤י פִ֪י רָשָׁ֡ע וּֽפִי־מִ֭רְמָה עָלַ֣י פָּתָ֑חוּ דִּבְּר֥וּ אִ֝תִּ֗י לְשׁ֣וֹן שָֽׁקֶר׃                  | Porque la boca de los impíos y la boca de los engañadores se han abierto contra mí; han hablado contra mí con lengua mentirosa. | ὅτι στόμα ἁμαρτωλοῦ καὶ στόμα δολίου ἐπ᾿ ἐμὲ ἠνοίχθη, ἐλάλησαν κατ᾿ ἐμοῦ γλώσσῃ δολίᾳ                                   |
| 3  | וְדִבְרֵ֣י שִׂנְאָ֣ה סְבָב֑וּנִי וַיִּֽלָּחֲמ֥וּנִי חִנָּֽם׃                                 | Me rodeaban también con palabras de odio, y luchaban contra mí sin motivo.                                                      | καὶ λόγοις μίσους ἐκύκλωσάν με καὶ ἐπολέμησάν με δωρεάν.                                                                |
| 4  | תַּֽחַת־אַהֲבָתִ֥י יִשְׂטְנ֗וּנִי וַאֲנִ֥י תְפִלָּֽה׃                                    | Por mi amor son mis adversarios, pero yo me entrego a la oración.                                                               | ἀντὶ τοῦ ἀγαπᾶν με ἐνδιέβαλλόν με, ἐγὼ δὲ προσηυχόμην·                                                                  |
| 5  | וַיָּ֘שִׂ֤ימוּ עָלַ֣י רָ֭עָה תַּ֣חַת טוֹבָ֑ה וְ֝שִׂנְאָ֗ה תַּ֣חַת אַהֲבָתִֽי׃                        | Y me han pagado mal por bien, y odio por mi amor.                                                                               | καὶ ἔθεντο κατ᾿ ἐμοῦ κακὰ ἀντὶ ἀγαθῶν καὶ μῖσος ἀντὶ τῆς ἀγαπήσεώς μου.                                                 |
| 6  | הַפְקֵ֣ד עָלָ֣יו רָשָׁ֑ע וְ֝שָׂטָ֗ן יַעֲמֹ֥ד עַל־יְמִינֽוֹ׃                               | Pon sobre él a un hombre malvado, y que Satanás se ponga a su derecha.                                                          | κατάστησον ἐπ᾿ αὐτὸν ἁμαρτωλόν, καὶ διάβολος στήτω ἐκ δεξιῶν αὐτοῦ·                                                     |
| 7  | בְּ֭הִשָּׁ֣פְטוֹ יֵצֵ֣א רָשָׁ֑ע וּ֝תְפִלָּת֗וֹ תִּֽהְיֶ֥ה לַחֲטָאָֽה׃                               | Cuando sea juzgado, que sea condenado; y que su oración se convierta en pecado.                                                 | ἐν τῷ κρίνεσθαι αὐτὸν ἐξέλθοι καταδεδικασμένος, καὶ ἡ προσευχὴ αὐτοῦ γενέσθω εἰς ἁμαρτίαν.                              |
| 8  | יִֽהְיוּ־יָמָ֥יו מְעַטִּ֑ים פְּ֝קֻדָּת֗וֹ יִקַּ֥ח אַחֵֽר׃                                  | Que sus días sean pocos; y que otro tome su cargo.                                                                              | γενηθήτωσαν αἱ ἡμέραι αὐτοῦ ὀλίγαι, καὶ τὴν ἐπισκοπὴν αὐτοῦ λάβοι ἕτερος.                                               |
| 9  | יִֽהְיוּ־בָנָ֥יו יְתוֹמִ֑ים וְ֝אִשְׁתּ֗וֹ אַלְמָנָֽה׃                                   | Que sus hijos sean huérfanos y su mujer viuda.                                                                                  | γενηθήτωσαν οἱ υἱοὶ αὐτοῦ ὀρφανοὶ καὶ ἡ γυνὴ αὐτοῦ χήρα·                                                                |
| 10 | וְנ֤וֹעַ יָנ֣וּעוּ בָנָ֣יו וְשִׁאֵ֑לוּ וְ֝דָרְשׁ֗וּ מֵחׇרְבֽוֹתֵיהֶֽם׃                          | Que sus hijos sean vagabundos y mendigos; que busquen su pan en sus lugares desolados.                                          | σαλευόμενοι μεταναστήτωσαν οἱ υἱοὶ αὐτοῦ καὶ ἐπαιτησάτωσαν, ἐκβληθήτωσαν ἐκ τῶν οἰκοπέδων αὐτῶν.                        |
| 11 | יְנַקֵּ֣שׁ נ֭וֹשֶׁה לְכׇל־אֲשֶׁר־ל֑וֹ וְיָבֹ֖זּוּ זָרִ֣ים יְגִיעֽוֹ׃                          | Que el extorsionador se apropie de todo lo que tiene, y que los extranjeros saqueen su trabajo.                                 | ἐξερευνησάτω δανειστὴς πάντα, ὅσα ὑπάρχει αὐτῷ, καὶ διαρπασάτωσαν ἀλλότριοι τοὺς πόνους αὐτοῦ·                          |
| 12 | אַל־יְהִי־ל֭וֹ מֹשֵׁ֣ךְ חָ֑סֶד וְֽאַל־יְהִ֥י ח֝וֹנֵ֗ן לִֽיתוֹמָֽיו׃                         | Que nadie le muestre misericordia, ni haya quien favorezca a sus hijos huérfanos.                                               | μὴ ὑπαρξάτω αὐτῷ ἀντιλήπτωρ, μηδὲ γενηθήτω οἰκτίρμων τοῖς ὀρφανοῖς αὐτοῦ·                                               |
| 13 | יְהִֽי־אַחֲרִית֥וֹ לְהַכְרִ֑ית בְּד֥וֹר אַ֝חֵ֗ר יִמַּ֥ח שְׁמָֽם׃                             | Que su posteridad sea exterminada; y en la generación siguiente, que su nombre sea borrado.                                     | γενηθήτω τὰ τέκνα αὐτοῦ εἰς ἐξολόθρευσιν, ἐν γενεᾷ μιᾷ ἐξαλειφθείη τὸ ὄνομα αὐτοῦ.                                      |
| 14 | יִזָּכֵ֤ר ׀ עֲוֺ֣ן אֲ֭בֹתָיו אֶל־יְהֹוָ֑ה וְחַטַּ֥את אִ֝מּ֗וֹ אַל־תִּמָּֽח׃                      | Que la iniquidad de sus padres sea recordada ante el Señor, y que el pecado de su madre no sea borrado.                         | ἀναμνησθείη ἡ ἀνομία τῶν πατέρων αὐτοῦ ἔναντι Κυρίου, καὶ ἡ ἁμαρτία τῆς μητρὸς αὐτοῦ μὴ ἐξαλειφθείη·                    |
| 15 | יִהְי֣וּ נֶגֶד־יְהֹוָ֣ה תָּמִ֑יד וְיַכְרֵ֖ת מֵאֶ֣רֶץ זִכְרָֽם׃                             | Que estén continuamente ante el Señor, para que borre de la tierra su recuerdo.                                                 | γενηθήτωσαν ἐναντίον Κυρίου διαπαντός, καὶ ἐξολοθρευθείη ἐκ γῆς τὸ μνημόσυνον αὐτῶν,                                    |
| 16 | יַ֗עַן אֲשֶׁ֤ר ׀ לֹ֥א זָכַר֮ עֲשׂ֢וֹת חָ֥֫סֶד וַיִּרְדֹּ֡ף אִישׁ־עָנִ֣י וְ֭אֶבְיוֹן וְנִכְאֵ֨ה לֵבָ֬ב לְמוֹתֵֽת׃ | Porque no se acordó de mostrar misericordia, sino que persiguió al pobre y al necesitado, para matar al quebrantado de corazón. | ἀνθ᾿ ὧν οὐκ ἐμνήσθη ποιῆσαι ἔλεος καὶ κατεδίωξεν ἄνθρωπον πένητα καὶ πτωχὸν καὶ κατανενυγμένον τῇ καρδίᾳ τοῦ θανατῶσαι. |
| 17 | וַיֶּאֱהַ֣ב קְ֭לָלָה וַתְּבוֹאֵ֑הוּ וְֽלֹא־חָפֵ֥ץ בִּ֝בְרָכָ֗ה וַתִּרְחַ֥ק מִמֶּֽנּוּ׃                    | Como amaba la maldición, que le venga; como no se complacía en la bendición, que se aleje de él.                                | καὶ ἠγάπησε κατάραν, καὶ ἥξει αὐτῷ· καὶ οὐκ ἠθέλησεν εὐλογίαν, καὶ μακρυνθήσεται ἀπ᾿ αὐτοῦ.                             |
| 18 | וַיִּלְבַּ֥שׁ קְלָלָ֗ה כְּמַ֫דּ֥וֹ וַתָּבֹ֣א כַמַּ֣יִם בְּקִרְבּ֑וֹ וְ֝כַשֶּׁ֗מֶן בְּעַצְמוֹתָֽיו׃                 | Como se vistió de maldición como de un manto, así entre en sus entrañas como agua, y como aceite en sus huesos.                 | καὶ ἐνεδύσατο κατάραν ὡς ἱμάτιον, καὶ εἰσῆλθεν ὡσεὶ ὕδωρ εἰς τὰ ἔγκατα αὐτοῦ καὶ ὡσεὶ ἔλαιον ἐν τοῖς ὀστέοις αὐτοῦ.     |
| 19 | תְּהִי־ל֭וֹ כְּבֶ֣גֶד יַעְטֶ֑ה וּ֝לְמֵ֗זַח תָּמִ֥יד יַחְגְּרֶֽהָ׃                              | Que sea para él como la prenda que lo cubre, y como un cinturón con el que se ciñe continuamente.                               | γενηθήτω αὐτῷ ὡς ἱμάτιον, ὃ περιβάλλεται, καὶ ὡσεὶ ζώνη, ἣν διαπαντὸς περιζώννυται.                                     |
| 20 | זֹ֤את פְּעֻלַּ֣ת שֹׂ֭טְנַי מֵאֵ֣ת יְהֹוָ֑ה וְהַדֹּבְרִ֥ים רָ֝֗ע עַל־נַפְשִֽׁי׃                      | Que esta sea la recompensa de mis adversarios por parte del Señor, y de aquellos que hablan mal contra mi alma.                 | τοῦτο τὸ ἔργον τῶν ἐνδιαβαλλόντων με παρὰ Κυρίου καὶ τῶν λαλούντων πονηρὰ κατὰ τῆς ψυχῆς μου.                           |
| 21 | וְאַתָּ֤ה ׀ יֱ֘הֹוִ֤ה אֲדֹנָ֗י עֲֽשֵׂה־אִ֭תִּי לְמַ֣עַן שְׁמֶ֑ךָ כִּי־ט֥וֹב חַ֝סְדְּךָ֗ הַצִּילֵֽנִי׃           | Pero hazlo por mí, oh Dios, Señor, por amor a tu nombre, porque tu misericordia es buena, sálvame.                              | καὶ σύ, Κύριε Κύριε, ποίησον μετ᾿ ἐμοῦ ἕνεκεν τοῦ ὀνόματός σου, ὅτι χρηστὸν τὸ ἔλεός σου. ῥῦσαί με,                     |
| 22 | כִּי־עָנִ֣י וְאֶבְי֣וֹן אָנֹ֑כִי וְ֝לִבִּ֗י חָלַ֥ל בְּקִרְבִּֽי׃                              | Porque soy pobre y necesitado, y mi corazón está herido dentro de mí.                                                           | ὅτι πτωχὸς καὶ πένης εἰμὶ ἐγώ, καὶ ἡ καρδία μου τετάρακται ἐντός μου.                                                   |
| 23 | כְּצֵל־כִּנְטוֹת֥וֹ נֶהֱלָ֑כְתִּי נִ֝נְעַ֗רְתִּי כָּאַרְבֶּֽה׃                                 | Me he ido como la sombra cuando declina: soy sacudido como la langosta.                                                         | ὡσεὶ σκιὰ ἐν τῷ ἐκκλῖναι αὐτὴν ἀντανῃρέθην, ἐξετινάχθην ὡσεὶ ἀκρίδες.                                                   |
| 24 | בִּ֭רְכַּי כָּשְׁל֣וּ מִצּ֑וֹם וּ֝בְשָׂרִ֗י כָּחַ֥שׁ מִשָּֽׁמֶן׃                                  | Mis rodillas están débiles por el ayuno; y mi carne se ha consumido por la falta de grasa.                                      | τὰ γόνατά μου ἠσθένησαν ἀπὸ νηστείας, καὶ ἡ σάρξ μου ἠλλοιώθη δι᾿ ἔλαιον.                                               |
| 25 | וַאֲנִ֤י ׀ הָיִ֣יתִי חֶרְפָּ֣ה לָהֶ֑ם יִ֝רְא֗וּנִי יְנִיע֥וּן רֹאשָֽׁם׃                       | Yo también me convertí en un reproche para ellos: cuando me miraban, sacudían la cabeza.                                        | κἀγὼ ἐγενήθην ὄνειδος αὐτοῖς· εἴδοσάν με, ἐσάλευσαν κεφαλὰς αὐτῶν.                                                      |
| 26 | עׇ֭זְרֵנִי יְהֹוָ֣ה אֱלֹהָ֑י ה֖וֹשִׁיעֵ֣נִי כְחַסְדֶּֽךָ׃                                  | Ayúdame, oh Señor, Dios mío; sálvame según tu misericordia.                                                                     | βοήθησόν μοι, Κύριε ὁ Θεός μου, καὶ σῶσόν με κατὰ τὸ ἔλεός σου.                                                         |
| 27 | וְֽ֭יֵדְעוּ כִּי־יָ֣דְךָ זֹּ֑את אַתָּ֖ה יְהֹוָ֣ה עֲשִׂיתָֽהּ׃                                | Para que sepan que esto es obra tuya, que tú, Señor, lo has hecho.                                                              | καὶ γνώτωσαν ὅτι ἡ χείρ σου αὕτη καὶ σύ, Κύριε, ἐποίησας αὐτήν.                                                         |
| 28 | יְקַֽלְלוּ־הֵמָּה֮ וְאַתָּ֢ה תְבָ֫רֵ֥ךְ קָ֤מוּ ׀ וַיֵּבֹ֗שׁוּ וְֽעַבְדְּךָ֥ יִשְׂמָֽח׃                     | Que maldigan, pero bendice tú; cuando se levanten, que se avergüencen; pero que se regocije tu siervo.                          | καταράσονται αὐτοί, καὶ σὺ εὐλογήσεις· οἱ ἐπανιστάμενοί μοι αἰσχυνθήτωσαν, ὁ δὲ δοῦλός σου εὐφρανθήσεται.               |
| 29 | יִלְבְּשׁ֣וּ שׂוֹטְנַ֣י כְּלִמָּ֑ה וְיַעֲט֖וּ כַמְעִ֣יל בׇּשְׁתָּֽם׃                              | Que mis adversarios se vistan de vergüenza y se cubran con su propia confusión, como con un manto.                              | ἐνδυσάσθωσαν οἱ ἐνδιαβάλλοντές με ἐντροπὴν καὶ περιβαλέσθωσαν ὡς διπλοΐδα αἰσχύνην αὐτῶν.                               |
| 30 | א֘וֹדֶ֤ה יְהֹוָ֣ה מְאֹ֣ד בְּפִ֑י וּבְת֖וֹךְ רַבִּ֣ים אֲהַלְלֶֽנּוּ׃                            | Alabaré en gran manera al Señor con mi boca; sí, le alabaré entre la multitud.                                                  | ἐξομολογήσομαι τῷ Κυρίῳ σφόδρα ἐν τῷ στόματί μου καὶ ἐν μέσῳ πολλῶν αἰνέσω αὐτόν,                                       |
| 31 | כִּֽי־יַ֭עֲמֹד לִימִ֣ין אֶבְי֑וֹן לְ֝הוֹשִׁ֗יעַ מִשֹּׁפְטֵ֥י נַפְשֽׁוֹ׃                          | Porque él estará a la derecha del pobre, para salvarlo de los que condenan su alma.                                             | ὅτι παρέστη ἐκ δεξιῶν πένητος τοῦ σῶσαι ἐκ τῶν καταδιωκόντων τὴν ψυχήν μου.                                             |

### Versión Reina-Valera
1. No calles, oh Dios de mi alabanza;
2. porque se han abierto contra mí la boca del impío y la boca del engañador; han hablado contra mí con lengua mentirosa.
3. Me han rodeado también con palabras de odio, y han peleado contra mí sin causa.
4. Por mi amor son mis adversarios; pero yo me entrego a la oración.
5. Y me han pagado mal por bien, y odio por mi amor.
6. Pon a un hombre malvado sobre él, y que Satanás se ponga a su diestra.
7. Cuando sea juzgado, que sea condenado, y que su oración se convierta en pecado.
8. Que sus días sean pocos, y que otro tome su oficio.
9. Que sus hijos queden huérfanos de padre, y su esposa viuda.
10. Que sus hijos sean vagabundos y mendigos continuamente; que busquen su pan lejos de sus desolados lugares.
11. Que el extorsionista se quede con todo lo que tiene; y que los extraños saqueen su trabajo.
12. Que no haya nadie que le tenga misericordia; ni que haya nadie que favorezca a sus hijos huérfanos.
13. Que su posteridad sea exterminada; y que en la generación siguiente su nombre sea borrado.
14. Que la iniquidad de sus padres sea recordada ante el SEÑOR; y que el pecado de su madre no sea borrado.
15. Que estén ante el SEÑOR continuamente, para que él pueda borrar su memoria de la tierra.
16. Porque no se acordó de mostrar misericordia, sino que persiguió al pobre y al necesitado, hasta el punto de matar al quebrantado de corazón.
17. Como amó la maldición, que venga a él; como no se deleitó en la bendición, que se aleje de él.
18. Como se vistió de maldición como de su vestido, que entre en sus entrañas como agua y como aceite en sus huesos.
19. Sea para él como el vestido que lo cubre y como el cinto con el que se ciñe continuamente.
20. Que esta sea la recompensa de mis adversarios de parte del SEÑOR, y de aquellos que hablan mal de mi alma.
21. Pero tú por mí, oh DIOS, Señor, por amor de tu nombre: porque tu misericordia es buena, líbrame.
22. Porque soy pobre y necesitado, y mi corazón está herido dentro de mí.
23. Me voy como la sombra cuando declina: soy sacudido de arriba abajo como la langosta.
24. Mis rodillas están débiles por el ayuno; y mi carne carece de gordura.
25. También me convertí en un reproche para ellos: cuando me miraban sacudían la cabeza.
26. Ayúdame, oh Señor, Dios mío: sálvame según tu misericordia:
27. Para que sepan que esta es tu mano; que tú, Señor, lo has hecho.
28. Que ellos maldigan, pero bendice tú; cuando se levanten, que sean avergonzados; pero que tu siervo se regocije.
29. Que mis adversarios se vistan de vergüenza, y que se cubran con su propia confusión, como con un manto.
30. Alabaré grandemente al Señor con mi boca; sí, lo alabaré en medio de la multitud.
31. Porque él estará a la diestra del pobre, para salvarlo de aquellos que condenan su alma.

## Comentarios

### De la iglesia católica

#### A todo el salmo
El salmo 109, ubicado en continuidad con el salmo anterior, completa la súplica por la salvación del pueblo (cf. Sal 108,7) con una petición centrada en la salvación personal del salmista (Sal 109,26). Dios aparece como el defensor tanto del pueblo como del individuo (cf. Sal 108,6; 109,31). En sintonía con el salmo 102, con el que guarda una relación inclusiva dentro de este conjunto, se invoca la misericordia divina en favor de un miembro del pueblo que sufre (cf. Sal 102,14; 109,26). El poema se abre con la súplica de un hombre perseguido injustamente (vv. 1-5). Luego siguen duras palabras contra los malvados, en las que se desea su castigo (vv. 6-15), junto con una exposición de las culpas que motivan esa petición (vv. 16-20). El salmista se presenta después como pobre y necesitado, y pide la intervención misericordiosa del Señor (vv. 21-25). La oración concluye con una súplica de auxilio y un deseo de que los enemigos sean avergonzados, mientras él promete alabar a Dios (vv. 26-31).
Una posible interpretación del salmo es considerar que los versículos 6-19 no expresan deseos del salmista, sino que reproducen las palabras de sus acusadores, siendo el versículo 20 su respuesta. Esta lectura evita atribuir al salmista intenciones de venganza. Otra opción es entender que los versículos 6-15 forman parte de una acusación formal pronunciada por un enemigo (cf. vv. 2, 4, 28-29), y que el salmista responde a partir del versículo 16, denunciando la injusticia de quien lo acusa. En ambos casos, los deseos de castigo deben leerse en el contexto de una etapa de la revelación en la que se actuaba conforme a la ley del talión y todavía no se había manifestado la plenitud del Evangelio. El sufrimiento del inocente, rechazado y perseguido sin motivo, tiene su expresión más profunda en la pasión de Cristo, quien, aun en medio del dolor, respondió con compasión: pidió perdón para sus agresores porque no sabían lo que hacían (cf. Lc 23,34). Su actitud revela la superación definitiva de la lógica del talión y la instauración de la ley del amor.

#### A los versículos 1-20
La invocación inicial —«Dios de mi alabanza»— refleja desde el comienzo una actitud de confianza, como también lo expresará al final del salmo (v. 30). Esta fórmula remite además al mismo Dios que ha sido ensalzado en los salmos anteriores (cf. Sal 108,4), estableciendo así una continuidad en la oración. El salmista declara su inocencia (v. 4; cf. Sal 7,4-6) y pone en evidencia el contraste entre la injusticia de sus acusadores y su propia actitud de amor y fidelidad (vv. 3-5). Cabe la posibilidad de que quienes lo acusan sean incluso miembros de su entorno familiar. Aunque puede haber interpretaciones que disocien los versículos 6-15 de la voz del salmista, lo más probable es que se trate efectivamente de su oración. La forma en que comienzan —invocando a Dios (v. 6)— y concluyen —con la mención del Señor (v. 15)— refuerza esta lectura. Sin embargo, más que un deseo de venganza irracional, estas imprecaciones parecen ser un reflejo de la misma violencia que los enemigos ejercen contra él (cf. vv. 7, 17). El salmista pide que sufran tres desgracias consideradas especialmente graves: un juicio injusto bajo un juez malvado y un acusador hostil (en hebreo, *satán*) (vv. 6-7); la muerte seguida del abandono de sus descendientes (vv. 8-10); y la ruina completa de su linaje y bienes (vv. 11-15).
La tradición cristiana ha encontrado en este salmo un eco profético. San Lucas, en los Hechos de los Apóstoles, cita el versículo 8 —«Que su cargo lo ocupe otro»— como cumplimiento en la figura de Judas Iscariote y en la elección posterior de Matías (cf. Hch 1,20). El argumento del salmista se basa en la ley del talión: quienes han obrado con crueldad y sin misericordia deben experimentar las consecuencias de su conducta (vv. 16-19). Así, en el versículo 20, se resume la petición para que el Señor actúe conforme a esta justicia. Debido a la dureza de estas expresiones, este salmo ha sido omitido en la liturgia actual de la Iglesia. No obstante, la tradición eclesial ha reconocido en este lenguaje un carácter medicinal: da voz al dolor humano profundo, canaliza el clamor por justicia y revela la necesidad de que el mal sea vencido, aunque su comprensión plena solo se alcanza a la luz de Cristo, quien enseña a responder al mal con el perdón.

En cuanto a las maldiciones de varones santos (cfr Sal 6; 79 y 109), pronunciadas contra impíos, es manifiesto, según la doctrina de los Santos Padres, que son o predicciones de males que habían de sucederles, o que eran dirigidas contra el pecado para destruir los efectos de la culpa, dejando a salvo las personas» (Catecismo Romano 4,5,7). En cualquier caso, para el lector cristiano las palabras de este salmo son, por contraste, una llamada a cambiar en perdón todo deseo de venganza: «También nosotros debemos perdonar a los que nos ofenden, ya que todos estamos bajo la mirada de nuestro Dios y Señor y todos compareceremos ante el tribunal de Dios, y cada uno dará cuenta a Dios de sí mismo.

#### A los versículos 21-31
El salmista se describe a sí mismo como «pobre y necesitado» (v. 22), confiando únicamente en la misericordia del Señor (v. 21), ante la ausencia total de compasión por parte de sus acusadores (cf. vv. 16, 25). En una situación de extrema debilidad, comparada con la cercanía de la muerte (vv. 23-24), acude a Dios como su único refugio. La súplica establece un claro contraste entre la hostilidad y el desprecio que ha recibido de los hombres y el auxilio que espera de Dios. En este contexto, la intervención del Señor no solo representa salvación, sino que se convierte también en el signo más claro de la inocencia del orante: es la respuesta divina la que legitima su causa y desmiente las acusaciones injustas.

## Análisis
La Nueva Biblia Anotada de Oxford titula este salmo «Oración para la liberación de los enemigos», como uno de los Salmos Imprecatorios contra los enemigos engañosos. Comienza con la súplica del salmista en los versículos 1-5, seguida de una extensa imprecación (versículos 6-19, concluida o resumida en el versículo 20). La súplica renovada en el versículo 21 se hace con apelaciones basadas en el amor inquebrantable de Yahvé, los detalles de la propia miseria del salmista y la petición de venganza a los enemigos, pero el lamento termina con el voto de ofrecer alabanzas, lo cual es común en este tipo de salmo (versículos 30-31). En los versículos 8-14, la maldición del salmista «se extiende a lo largo de tres generaciones»: sobre la persona (versículo 8), sobre los hijos de la persona (versículos 9-13) y sobre los padres de la persona (versículo 14). El cambio de enemigos en plural (versículos 2-5) a un individuo en singular (versículos 6-19) es paralelo al Salmo 55.
En el versículo 4, se da maldad «a cambio de mi amor». Las maldiciones aquí son consistentes con Proverbios 17:13, donde «si se da mal por bien, el mal no se apartará de su casa». La devolución del mal por el bien también se ve en otros salmos, a menudo vistos como presagios de Judas como una figura «antiamiga» que devuelve el mal por el bien o incluso la amistad, a saber, 41, 69 y aquí en 109.

#### Versículos 2 y 30
Hay una inclusio cerca del comienzo y el final del Salmo: al principio, el salmista se enfrenta a las mentiras de los acusadores, mientras que al final su propia boca alaba a Dios.
Porque la boca del impío y la boca del engañador están abiertas contra mí: han hablado contra mí con lengua mentirosa.
Alabaré mucho al Señor con mi boca; sí, lo alabaré en medio de la multitud.

#### Versículo 8
«Que sus días sean pocos; y que otro tome su oficio». 
El Apóstol Pedro citó el versículo 8 («Que otro tome su oficio») antes de que los apóstoles eligieran al sustituto de Judas Iscariote en Hechos Hechos 1:16–20, nombrando a Matías en su lugar.

#### Versículo 12
«Que no haya nadie que le tenga misericordia, ni haya quien favorezca a sus hijos huérfanos». 
- «Que no haya nadie que le tenga misericordia» o «Que no haya quien le tenga misericordia como se representa en sus hijos»; ni «que nadie tenga piedad» de sus hijos huérfanos. [19] La frase «extender misericordia» se traduce de משך חסד, mō-šêḵ {chā-seḏ, que también puede significar “ejercer misericordia” en el sentido de “hacer que continúe y dure” (cf. Salmo 36:11; Jeremías 31:3)[20]

#### Versículo 13
Que su posteridad sea exterminada; y en la generación siguiente que su nombre sea borrado.
- «Que su posteridad sea exterminada»: o «que sus hijos mueran sin hijos» (cf. KJV, KJV; KJV).[19]
- «En la generación siguiente a su nombre será borrado»: o «en la próxima generación su nombre será eliminado del registro de los ciudadanos» (cf. KJV).[19] La extinción de una familia (nombre) se consideraba la calamidad más extrema para los israelitas.[19]

#### Versículo 31
Porque él estará a la diestra del pobre,
Para salvarlo de los que lo condenan. 
El final del salmo muestra a Dios a la diestra del pobre, en marcado contraste con el comienzo del Salmo 110, donde Dios llama a un hombre a sentarse a su diestra, hecho para siempre como el rey sacerdote, Melquisedec.

## Usos

### Iglesia católica
En la Liturgia de las horas católica actual el rezo de este salmo ha sido excluido por cierta dificultad psicológica debido a su carácter imprecatorio.
Rras la excomunión de todo el pueblo español de Trasmoz a finales del siglo XIII, y la negativa de la población a arrepentirse, la Iglesia maldijo el pueblo con el canto del salmo imprecatorio 108, ahora 109.